# 白木神社
白木神社（しらきじんじゃ）は鹿児島県伊佐市大口白木にある神社。旧社格は無格社。

## 祭神
白木姫尊（しらきひめのみこと）を祀る。

## 由緒
元々は「白木山長福寺」と言う寺であり、現在神社の本殿となっているのは、その寺の観音堂だった物である。明治2年（1869年）に廃仏毀釈を逃れるために神社となり、中にあった観音像を天草に避難させて難を逃れた。観音堂は応永15年（1408年）建立の鹿児島県内では数少ない中世仏教建築物の遺例で、鹿児島県指定文化財となっている。
神体は後に戻ってきた観音像（鹿児島県指定文化財）であり、平宗盛の曾孫・清祖が京より持ち込んだという伝承がある寄木造の木像である。